# 700 Auravictrix
700 Auravictrix
700 Auravictrix là một tiểu hành tinh ở vành đai chính, thuộc nhóm tiểu hành tinh Flora. Nó được xếp loại tiểu hành tinh kiểu S, có đường kính khoảng 15 km và suất phản chiếu ánh sáng là 0.246. Thời gian quay vòng của nó là 6.075 giờ.
Tiểu hành tinh này do J. Helffrich phát hiện ngày 5.6.1910 ở Heidelberg và được đặt theo tên Auravictrix, tiếng Latin nghĩa là chiến thắng gió (gọi theo các chuyến bay khí cầu Zeppelin đầu tiên của hãng Schütte-Lanz năm 1911)